# Arthur Friedheim
Arthur Friedheim (russe : Артур Фридхайм ; Saint-Pétersbourg, 26 octobre 1859 – New York, 19 octobre 1932) est un pianiste et compositeur allemand, né russe, connu comme élève de Franz Liszt. L'une des étudiantes de Friedheim, était Rildia Bee O'Bryan Cliburn, la mère du pianiste virtuose américain, Van Cliburn.

## Biographie
Friedheim commence sérieusement l'étude de la musique, à l'âge de huit ans avec Carl Siecke, se présente en concert public l'année suivante dans le concerto en la-bémol majeur de John Field et une pièce de concert de Weber. Il est diplômé de l'Université de Saint-Pétersbourg (philosophie). Plus tard, pendant un an, il étudie avec Anton Rubinstein, mais désapprouvant ses méthodes d'enseignement désorganisées, il se rend auprès de Liszt.
Au premier abord, Liszt n'aime pas le jeu de Friedheim, mais admet l'individualité du son style. Harold C. Schonberg affirme, dans son livre Les Grands Pianistes, qu'une autre raison de l'hésitation de Liszt, était que Friedheim avait étudié avec Rubinstein, dont Liszt peut ne pas avoir été terriblement emballé. Friedheim dû jouer devant de Liszt à plusieurs reprises avant d'être accepté comme élève en 1880. Liszt est finalement assez satisfait de Friedheim pour en faire son secrétaire. Friedheim, pour sa part devient un émule de Liszt, copiant plusieurs de ses manies. Ce qui est noté par le pianiste et compositeur Ferruccio Busoni, après l'avoir entendu jouer en 1883. Friedheim a également acquis de l'expérience dans la direction d'orchestre dans les maisons d'opéra en Allemagne. Ferruccio Busoni qui entend Friedheim jouer à Vienne en 1883, n'a pas été impressionné : « Il y a un pianiste ici... avec des cheveux longs et un visage qui semble avoir la moitié de grave, la moitié marqué d'ennuie. Quand il joue, il s'avance et s'incline de telle manière que ses cheveux couvrent tout son visage ; puis il jette sa tête en arrière pour ranger sa crinière. Puis il s'assoit avec beaucoup d'agitation et regarde autour, patientant jusqu'à ce que le public soit calme... Mais la plus belle chose est de le voir au cours des tuttis de l'orchestre. Il y a de la place pour montrer ses tours à tous. Il examine ses ongles, estime le public, plonge ses mains dans l'air et fait d'autres choses stupides. »
Entre 1891 et 1895, Friedheim enseigne et joue aux États-Unis (à l'ouverture de Carnegie Hall en 1891 ; premier concerto de Tchaïkovski avec Walter Damrosch), puis il se rend à Londres et, jusqu'en 1904, enseigne au College of Music de Manchester. Il dirige à Munich de 1908 à 1911 et s'installe aux États-Unis en 1915, avant d'aller à Toronto, au Canada en 1921 et enseigne à l'Académie canadienne de musique. Avant cela, une proposition lui a été faite au poste de directeur de l'Orchestre philharmonique de New York en 1898 et 1911. Il était bon chef d'orchestre, mais a refusé l'offre les deux fois, préférant se concentrer sur le piano. Son répertoire était surtout constitué de Liszt, mais également de Beethoven, Chopin et Balakirev. Il est mort à New York en 1932.

## Œuvres
Le jeu pianistique de Friedheim a été considéré comme techniquement impressionnant, mais il était remarqué pour la clarté et l'aplomb de ses interprétations de la musique de Liszt. Malheureusement les qualités de son jeu n'ont survécu que d'une manière fragmentaire dans les quelques gravures qu'il a effectuées. Il laisse trois enregistrements pour Columbia réalisé vers 1912. L'un d'eux est considéré comme une curiosité. Il s'agit d'une interprétation de la marche funèbre de Chopin extraite de la deuxième sonate pour piano, dans laquelle Friedheim joue jusqu'à la fin du trio et, n'ayant plus de place, s'arrête tout simplement. Il était apparemment convenu de n'enregistrer seulement que les deux tiers de la pièce.
Friedheim a écrit une étude psychologique de Liszt et de nombreuses réminiscences, qui ont été recueillies par son élève de Theodore Bullock sous le titre de Life and Liszt. Outre son édition des œuvres de Frédéric Chopin, Friedheim a écrit un certain nombre d'œuvres. Bien que certaines aient été publiées, de nombreux manuscrits sont aujourd'hui perdus. Paris ses opéras citons Les derniers jours de Pompéi (non joué), Alexandre et les Thaïlandais et Die Tanzerin ; les deux autres, Les fêtes de Noël et Giulia Gonzaga, sont restés inachevés. Il a écrit deux concertos pour piano (1880 et 1890), une ouverture pour orchestre, Un Héros de notre Temps et un marche, E pluribus unum.